# Mejîhorî, Brodî
Mejîhorî (în ucraineană Межигори) este un sat în comuna Batkiv din raionul Brodî, regiunea Liov, Ucraina.

## Demografie
Componența lingvistică a localității Mejîhorî
     Ucraineană (100%)
Conform recensământului din 2001, toată populația localității Mejîhorî era vorbitoare de ucraineană (100%).